# 伊曼纽尔·卡尔凯蒂
伊曼纽尔·卡尔凯蒂（義大利語：Emanuele Calchetti，1981年2月2日—），是名意大利拉力赛副驾驶，出生于圣塞波尔克罗。

## 生平
他在2012年赢得国际生态拉力杯。
2024年，他与基多·格雷里尼赢得了大黄山国际生态汽车拉力赛，駕駛蔚来ET5。
名记者和意大利语教师，卡尔凯蒂在伏尔加格勒和莫斯科俄罗斯联邦生活了几年。 现在他住在托斯卡纳。